# Marlierea luschnathiana
Marlierea luschnathiana är en myrtenväxtart som först beskrevs av Otto Karl Berg, och fick sitt nu gällande namn av Carlos Maria Diego Enrique Legrand. Marlierea luschnathiana ingår i släktet Marlierea och familjen myrtenväxter. Inga underarter finns listade i Catalogue of Life.